# Virtuele aardbol
Een virtuele aardbol of virtuele wereldbol is een driedimensionaal model van de Aarde, gebruikt op de computer. Vergeleken met de conventionele, tastbare aardbol hebben virtuele aardbollen het voordeel dat men er visueel meer mee kan doen. Zo kan men de Aarde in reliëf bekijken, geografische en demografische gegevens weergeven, en er kan worden in- en uitgezoomd, waarbij de lengte- en breedtegraden zeer nauwkeurig in een apart venster kunnen worden vermeld.

## Types
Afhankelijk van hun doel en gebruik varieert het ontwerp ervan sterk. De virtuele aardbollen, een visueel correcte voorstelling van de Aarde, gebruiken meestal servers waar satellietbeelden op staan. Met deze virtuele aardbollen kan men niet alleen draaien, maar ook in- en uitzoomen en soms het beeld tegenover de horizon veranderen. Dit wordt ook wel horizon tilting genoemd. Als men gebruikmaakt van satellietbeelden, kan dit resulteren in zeer gedetailleerde beelden van de Aarde.
Virtuele aardbollen kunnen bijvoorbeeld gebruikt worden in combinatie met navigatiesystemen zoals GPS. Een ander type van virtuele aardbol heeft niet het doel om zo correct en gedetailleerd mogelijk te zijn, maar om voor een simpele grafische afbeelding te zorgen. De eerste virtuele aardbollen waren van dit type. Doordat ze minder details geven dan andere typen, zijn ze ook veel sneller.